# The Long Play
Pour les articles homonymes, voir Long play (homonymie).
Albums de Sandra
Mirrors
(1986)
The Long Play est le premier album studio de la chanteuse franco-allemande Sandra, sorti le 9 décembre 1985. Cet album a été un grand succès commercial.

## Singles
Le premier single issu de l'album The Long Play s'intitule (I'll Never Be) Maria Magdalena et a été publié en mars 1985. Il a connu un grand succès et a atteint le sommet des classements dans 21 pays à travers le monde. Il est resté durant 16 semaines dans le top 20 du classement allemand.
Le second single, intitulé In the Heat of the Night, est sorti plus tard durant l'année 1985, et a été lui aussi un succès commercial en se hissant dans le top 5 des classements musicaux de nombreux pays européens. La chanson est aussi arrivée seconde lors de l'édition 1986 du Tokyo Music Festival.
Le troisième et dernier single extrait de l'album est Little Girl, sorti au début de l'année 1986. Le clip de la chanson a été entièrement tourné à Venise, en Italie. Ce single a rencontré un succès plus modeste que ses prédécesseurs.
En 1988, Sisters and Brothers est publié en tant que single promotionnel au Japon uniquement. La chanson est dédiée au frère de Sandra, Gaston, et est une reprise de la chanson Zeitlose Reise de Michael Cretu, extraite de son album solo Legionäre, paru en 1983.

## Liste des pistes
| # | Piste                           | Auteur(s) Producteur(s)           | Durée |
| - | ------------------------------- | --------------------------------- | ----- |
| 1 | In the Heat of the Night        | Cretu/Kemmler/Löhr - Hirschburger | 5:20  |
| 2 | On the Tray (Seven Years)       | Kemmler/Cretu - Hirschburger      | 3:46  |
| 3 | Little Girl                     | Kemmler/Löhr/Cretu - Hirschburger | 3:13  |
| 4 | You and I                       | Cretu - Palmer-James              | 6:00  |
| 5 | (I'll Never Be) Maria Magdalena | Kemmler/Löhr/Cretu - Palmer-James | 5:57  |
| 6 | Heartbeat (That's Emotion)      | Besser/Cassandra - Chirney        | 4:55  |
| 7 | Sisters and Brothers            | Cretu - Palmer-James              | 3:24  |
| 8 | Change Your Mind                | Cretu - Palmer-James              | 4:02  |

## Crédits
- Claviers, batterie et programmation : Michael Cretu
- Guitares : Markus Lohr
- Chœurs : Hubert Kemmler et Michael Cretu
- Photographie : Dieter Eikelpoth
- Conception de la couverture : Mike Schmidt
- Arrangé et réalisé par Michael Cretu

## Historique des sorties
| Date | Label  | Format | Numéro de catalogue |
| ---- | ------ | ------ | ------------------- |
| 1985 | Virgin | LP     | 610 627-225         |
| 1993 | EMI    | CD     | 077778696827        |
| 1998 | Virgin | CD     | 86968               |

## Classements et certifications
| Classement (1985) | Meilleur position |
| ----------------- | ----------------- |
| Autriche          | 18                |
| Allemagne         | 12                |
| Pays-Bas          | 43                |
| Norvège           | 8                 |
| Espagne           | 25                |
| Suède             | 2                 |
| Suisse            | 4                 |

| Région          | Certification | Ventes/Streams |
| --------------- | ------------- | -------------- |
| Finlande (IFPI) | Platine       | 59 176         |
| France (SNEP)   | Or            | 100 000*       |
| Allemagne (BM)  | Or            | 250 000^       |